# Bobsleigh als Jocs Olímpics d'Hivern de 1956 - Quatre homes
Als Jocs Olímpics d'Hivern de 1956 celebrats a la ciutat de Cortina d'Ampezzo (Itàlia) es disputà una prova de bobsleigh de quatre homes, que juntament amb la prova de dos homes formà part del programa oficial de bobsleigh de l'any 1956. La competició tingué lloc entre els dies 3 i 4 de febrer de 1956 a les instal·lacions de Lo Stadio della neve.

## Comitès participants
Hi participaren un total de 85 competidors de 12 comitès nacionals diferents.
| - Alemanya (8) - Àustria (8) - Espanya (4) - Estats Units (8) - França (4) - Itàlia (8) |  | - Noruega (4) - Polònia (9) - Regne Unit (8) - Romania (8) - Suècia (8) - Suïssa (8) |

## Resum de medalles
| Or                                                                            | Argent                                                                             | Bronze                                                                         |
| Suïssa · Suïssa IFranz Kapus · Gottfried Diener · Robert Alt · Heinrich Angst | Itàlia · Itàlia IIEugenio Monti · Ulrico Girardi · Renzo Alverà · Renato Mocellini | Estats Units · USA IArthur Tyler · William Dodge · Charles Butler · James Lamy |

## Resultats
| Posició | Equip                      | Participants                                                              | Ronda 1 | Ronda 2 | Ronda 3 | Ronda 4 | Final   |
| ------- | -------------------------- | ------------------------------------------------------------------------- | ------- | ------- | ------- | ------- | ------- |
| 1       | Suïssa · Suïssa I          | Franz Kapus Gottfried Diener Robert Alt Heinrich Angst                    | 1:18.00 | 1:17.19 | 1:17.09 | 1:18.16 | 5:10.44 |
| 2       | Itàlia · Itàlia II         | Eugenio Monti Ulrico Girardi Renzo Alverà Renato Mocellini                | 1:17.69 | 1:17.97 | 1:18.13 | 1:18.31 | 5:12.10 |
| 3       | Estats Units · USA I       | Arthur Tyler William Dodge Charles Butler James Lamy                      | 1:17.75 | 1:17.87 | 1:18.25 | 1:18.52 | 5:12.39 |
| 4       | Suïssa · Suïssa II         | Max Angst Aby Gartmann Harry Warburton Rolf Gerber                        | 1:17.41 | 1:17.85 | 1:18.68 | 1:20.33 | 5:14.27 |
| 5       | Itàlia · Itàlia I          | Dino De Martin Giovanni De Martin Giovanni Tabacchi Carlo Da Prà          | 1:18.10 | 1:18.65 | 1:18.50 | 1:19.41 | 5:14.66 |
| 6       | Alemanya · Alemanya I      | Hans Rösch Michael Pössinger Lorenz Nieberl Sylvester Wackerle            | 1:18.61 | 1:19.04 | 1:19.43 | 1:20.94 | 5:18.02 |
| 7       | Àustria · Àustria II       | Kurt Loserth Wilfried Thurner Karl Schwarzböck Franz Dominik              | 1:19.37 | 1:19.12 | 1:20.08 | 1:19.72 | 5:18.29 |
| 8       | Alemanya · Alemanya II     | Franz Schelle Jakob Nirschl Hans Henn Edmund Koller                       | 1:19.03 | 1:18.84 | 1:19.31 | 1:21.35 | 5:18.50 |
| 9       | Espanya · Espanya I        | Alfonso de Portago Vicente Sartorius Gonzalo Taboada Luís Muñoz           | 1:18.87 | 1:19.27 | 1:21.37 | 1:19.08 | 5:19.49 |
| 10      | Àustria · Àustria I        | Karl Wagner Fritz Rursch Adolf Tonn Heinrich Isser                        | 1:19.60 | 1:20.74 | 1:19.98 | 1:20.30 | 5:20.62 |
| 11      | Noruega · Noruega I        | Arne Røgden Arnold Dyrdahl Odd Solli Trygve Brudevold                     | 1:20.96 | 1:20.08 | 1:20.45 | 1:20.01 | 5:21.50 |
| 12      | Regne Unit · Regne Unit I  | Keith Schellenberg Rollo Brandt Ralph Raffles John Rainforth              | 1:21.39 | 1:18.73 | 1:20.42 | 1:21.58 | 5:22.12 |
| 13      | Suècia · Suècia II         | Kjell Holmström Sven Erbs Walter Aronson Jan Lapidoth                     | 1:20.58 | 1:20.32 | 1:21.15 | 1:21.13 | 5:23.18 |
| 14      | Romania · Romania I        | Heinrich Enea Dumitru Peteu Nicolae Moiceanu Mărgărit Blăgescu            | 1:21.53 | 1:20.58 | 1:20.64 | 1:20.44 | 5:23.19 |
| 15      | Polònia · Polònia I        | Stefan Ciapała Jerzy Olesiak Józef Szymański Aleksander Habala            | 1:19.95 | 1:20.25 | 1:21.10 | 1:22.19 | 5:23.49 |
| 16      | Suècia · Suècia I          | Olle Axelsson Ebbe Wallén Sune Skagerling Gunnar Åhs                      | 1:18.95 | 1:19.98 | 1:22.75 | 1:21.86 | 5:23.54 |
| 17      | Regne Unit · Regne Unit II | Stuart Parkinson John Read Christopher Williams Rodney Mann               | 1:20.72 | 1:19.92 | 1:22.51 | 1:20.58 | 5:23.73 |
| 18      | França · França I          | André Robin Pierre Bouvier Jacques Panciroli Lucien Grosso                | 1:20.00 | 1:21.25 | 1:20.95 | 1:21.63 | 5:23.83 |
| 19      | Estats Units · USA II      | James Bickford Donald Jacques Lawrence McKillip Hubert Miller             | 1:20.97 | 1:22.47 | 1:21.22 | 1:20.50 | 5:25.16 |
| 20      | Romania · Romania II       | Constantin Dragomir Vasile Panait Ion Staicu Gheorghe Moldoveanu          | 1:21.21 | 1:21.22 | 1:22.37 | 1:23.03 | 5:27.83 |
| 21      | Polònia · Polònia II       | Aleksy Konieczny Zygmunt Konieczny Włodzimierz Źróbik Zbigniew Skowroński |         |         |         |         | 5:28.40 |